# بورشودیوانکا
بورشودیوانکا (به مجاری:  Borsodivánka) یک شهرداری در مجارستان است که در ناحیه مزوکووشد واقع شده‌است. بورشودیوانکا ۱۵٫۹ کیلومتر مربع مساحت و ۷۳۶ نفر جمعیت دارد.